# Kevin Connolly

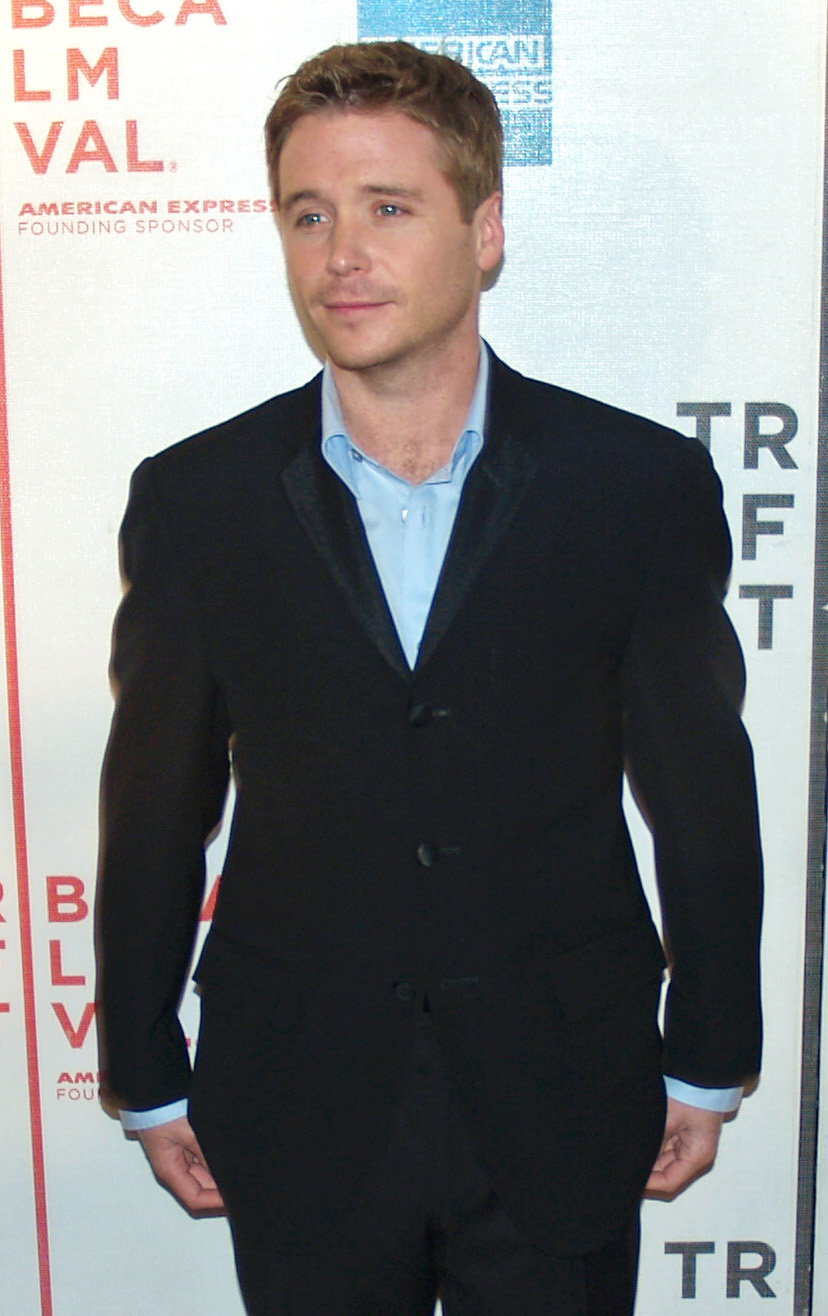
Kevin Connolly beim Tribeca Film Festival im Jahr 2007

Kevin Connolly (* 5. März 1974 in Patchogue, Long Island, New York) ist ein US-amerikanischer Schauspieler und Regisseur.

## Leben
Connolly ist seit 1990 als Schauspieler aktiv. Einem größeren Publikum wurde er durch seine Hauptrollen in den Serien Auf schlimmer und ewig (1995–1999) und Entourage (2004–2011) bekannt. Seit 1997 trat er auch als Regisseur in Erscheinung. Zunächst drehte er bis 1999 einige Folgen von Auf schlimmer und ewig, 2007 realisierte er dann mit Gardener of Eden seinen ersten Spielfilm. Weitere Regiearbeiten für Film und Fernsehen folgten.
2005 erhielt er eine Satellite-Award-Nominierung in der Kategorie Bester Darsteller in einer Serie (Komödie/Musical) für seine Darstellung des Eric Murphy in der HBO-Fernsehserie Entourage. Im Jahr 2007 wurde er mit der restlichen Besetzung von Entourage in der Kategorie Bestes Schauspielensemble – Komödie für einen Screen Actors Guild Award nominiert.
Bis zum Jahre 1998 war er mit Schauspielkollegin Nikki Cox liiert, die in der Serie „Auf schlimmer und ewig“ seine Schwester Tiffany Malloy spielte. Von Januar 2005 bis Oktober 2006 war Connolly in einer Beziehung mit Nicky Hilton.
Connolly ist langjähriger Freund des Schauspielers Leonardo DiCaprio.

## Filmografie (Auswahl)
Schauspieler
- 1990: Rocky V
- 1992: Alan & Naomi
- 1992: Great Scott! (Fernsehserie, 13 Episoden)
- 1993: Die Beverly Hillbillies sind los! (The Beverly Hillbillies)
- 1994: Locals (Fernsehfilm)
- 1995: Angus – voll cool (Angus)
- 1997: Sub Down – Verschollen in der Tiefe (Sub Down)
- 1995–1999: Auf schlimmer und ewig (Unhappily Ever After, Fernsehserie, 100 Episoden)
- 1999: Bad Trip – Eine chaotische Reise (Tyrone)
- 2000: Superboy Scott (Fernsehfilm)
- 2001: Don’s Plum (Jeremy)
- 2001: First Years (Fernsehserie, 5 Episoden)
- 2001: Sam’s Circus (Fernsehfilm)
- 2002: John Q – Verzweifelte Wut (John Q)
- 2002: Antwone Fisher
- 2002: Devious Beings
- 2004: Wie ein einziger Tag (The Notebook)
- 2004–2011: Entourage (Fernsehserie, 96 Episoden)
- 2009: Er steht einfach nicht auf Dich (He’s Just Not That Into You)
- 2009: Die nackte Wahrheit (The Ugly Truth)
- 2010: Secretariat – Ein Pferd wird zur Legende (Secretariat)
- 2012: Hotel Noir
- 2014: Friends with Better Lives (Fernsehserie, 13 Episoden)
- 2014: Reach Me
- 2015: Entourage
- 2015: Fantasy Life (Fernsehfilm)
- 2016: Pitch (Fernsehserie, 5 Episoden)
- 2019: The Oath (Fernsehserie, 2 Episoden)
- 2020: Chick Fight

Regisseur
- 1997–1997: Auf schlimmer und ewig (Unhappily Ever After, Fernsehserie, 5 Episoden)
- 2003: Whatever We Do (Kurzfilm)
- 2007: Gardener of Eden
- 2010–2011: Entourage (Fernsehserie, 2 Episoden)
- 2012: The Unknown (Fernsehserie, 1 Episode)
- 2016: Dear Eleanor
- 2018: Gotti
- 2018: Snatch (Fernsehserie, 3 Episoden)
- 2019: The Oath (Fernsehserie, 3 Episoden)